# ملک سیاه کوه

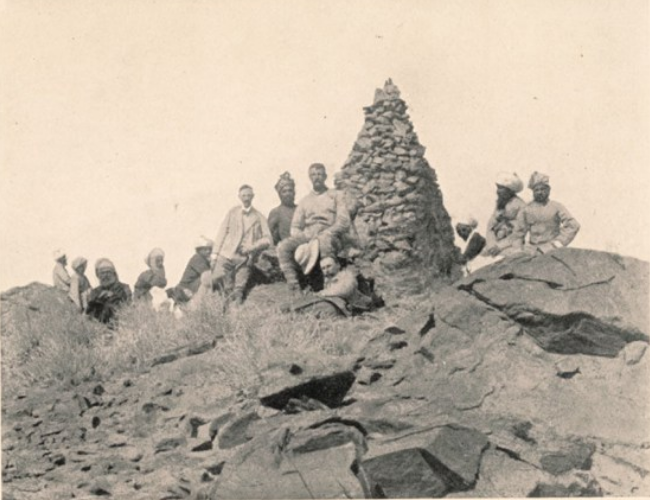
میل مرزی ۱۸۶، ملک سیاه کوه، سال ۱۸۹۶، مک‌ماهون

ملک سیاه کوه آتشفشانی خاموش با ارتفاع ۱۶۰۵ متر (۱۶۴۲ متر از سطح دریا) است که در شمال شهر زاهدان و در میان روستاهای لار پایین، قرقروک و حرمک قرار دارد. این کوه نقطهٔ مشترک مرزی دهستان حرمک استان سیستان و بلوچستان ایران، ولسوالی چهاربرجک ولایت نیمروز افغانستان و بخش چاغی ایالت بلوچستان پاکستان است که در کنار جادهٔ ۹۵، در حدود ۳۵ کیلومتری زاهدان جای‌گرفته‌است.
رباط قلعه در پاکستان در ۶ کیلومتری و رباط جعلی در افغانستان در نزدیکی این کوه قرار دارند. ملک سیاه کوه مربوط میشه به قبائلی شیروزئ  

## مرز
دو خط مستقیم از این کوه جداکنندهٔ ایران از افغانستان و پاکستان هستند. خط شمالی، خط حکمیت گلدسمید و مک‌ماهون به سالهای ۱۸۷۲ و ۱۹۰۳ و خط جنوبی، خط حکمیت ۱۸۹۶ هولدیش و قرارداد ۱۹۰۵ هستند.
خط مستقیم میانی بین افغانستان و پاکستان، خط ۱۸۹۳ دیورند است.
در سال ۱۸۹۶ هنری مک‌ماهون انتخاب نقطهٔ مرزی سه‌گانه را با بنای آخرین میل مرزی به شمارهٔ ۱۸۶ بر انتهای شمالی خط‌الرأس ملک سیاه کوه به پایان رساند. همچنین در سال ۱۳۳۶ این کوه طی قراردادی بین دولتهای ایران و پاکستان به عنوان نقطهٔ پایانی مرز مشترک به تصویب رسید.

## کوه‌های پیرامون
پیرامون این کوه بین عرضهای شمالی '۵۶ °۲۹ تا ۴۲ '۴۷ °۲۹ و طولهای شرقی '۵۷ °۶۰ تا ۳۰ '۴۹ °۶۰ کوه‌هایی رشته‌ای و پیوسته با گستردگی شمال‌غرب به جنوب‌شرق قرار دارند. در پایین‌دست ملک سیاه، کوهی مخروطی و منفرد به نام کوه لار (کوه بتمو) قرار دارد، که رگه‌های طلا در آن کشف‌شده‌است.

## باورها
در نزدیکی روستای چاه دیوان آرامگاه ملک سیاه کوه قرار دارد، این «زیارتگاه فرشتهٔ تپه‌های سیاه» شاید یک باور جان‌گرایانهٔ پیش از اسلام باشد.
گزارش ساویج لندور دربارهٔ رسوم بازدیدکنندگان این آرامگاه در اوایل قرن بیستم چنین است: «هرساله در بهار مردم بلوچ به زیارت آرامگاه ملک سیاه می‌آیند و عروسکهای عجیبی ساخته‌شده با جزئیات نمادین را پیشکش می‌کنند.»
برخی براین‌باورند که چاکرای ششم زمین یا چشم سوم آن ملک سیاه کوه و مکانی مقدس است.

## در همین زمینه
- عکسی از گمرک ملک سیاه کوه[۲۵]
- دهانه ذوالفقار